# Дувол (округ, Техас)
Округ Дувол (англ. Duval County) расположен в США, штате Техас. По состоянию на 2000 год, численность населения составляла 13 120 человек. По оценке бюро переписи населения США в 2008 году количество жителей округа уменьшилось до 12 033 человек. Окружным центром является город Сан-Диего (англ. San Diego). Округ был основан в 1858 году. Он был назван в честь Бурра Наррисона Дувола (1809—1836), солдата техасской революции.

## География
По данным бюро переписи населения США площадь округа Дувол составляет 4652 км², из которых 4644 км² суша, а 3 км² водная поверхность (0,17 %).

### Основные шоссе
- Шоссе 59
- Автомагистраль 16
- Автомагистраль 44
- Автомагистраль 339
- Автомагистраль 359

### Соседние округа
- Мак-Маллен (север)
- Лайв-Ок (северо-восток)
- Джим-Уэлс (восток)
- Брукс (юго-восток)
- Джим-Хогг (юго-запад)
- Уэбб (запад)